# Alice Lucas
Pour les articles homonymes, voir Lucas.
Alice Julia Lucas, née Montefiore le 2 août 1851 à Kensington et morte le 25 mars 1935 à Londres, est une poétesse et traductrice juive britannique.

## Biographie
Alice Julia Montefiore est née en 1851, fille aînée de Nathaniel M. Montefiore et d'Emma Goldsmid. Aux côtés de son frère Claude Montefiore, elle étudie le judaïsme auprès de Solomon Schechter à la Hochschule de Berlin. Le 24 avril 1873, elle épouse le barrister Henry Lucas, qui fut plus tard trésorier et vice-président de la United Synagogue. En 1900, elle contribue à la création de la Jewish Study Society, sur le modèle du Conseil National des Femmes Juives (en), dont elle est la première présidente,. Elle siège également au comité des femmes de la Jews' Free School de Westminster et de sa crèche préparatoire, la Jews' Infant School.

## Carrière
Le premier livre d'Alice Lucas est Translations from the German Poets of the 18th and 19th Centuries ( « Traductions des poètes allemands des XVIIIe et XIXe siècles », 1876), contenant des traductions anglaises de compositions de Goethe, Heine, Schiller et d'autres. Elle publie plus tard The Children's Pentateuch (1878) et une traduction de Leitfaden für den Untericht in der jüdischen Geschichte und Literatur (1883) de David Cassel, les deux ouvrages étant des manuels pour enfants sur la Torah et l'histoire juive,.
Alice Lucas publie régulièrement des traductions de poésie à partir de sources médiévales hébraïques et talmudiques dans les pages de la Jewish Quarterly Review, du Jewish Chronicle et d'autres périodiques. Ses Songs of Zion by Hebrew Singers of Mediæval Times (« Chants de Sion par des chanteurs hébreux des temps médiévaux », 1894) comprennent à la fois de la poésie originale et des traductions d'hymnes hébreux de l'époque médiévale, et fournissent un poème pour chaque Shabbat de l'année ainsi que pour les fêtes et les jeûnes. Son travail de traduction aboutit à la publication de The Jewish Year: A Collection of Devotional Poems for Sabbaths and Holidays Throughout the Year (« L'Année Juive : Un recueil de poèmes dévotionnels pour les shabbats et les fêtes tout au long de l'année », 1898, révisé en 1926), une réponse au populaire livre de John Keble, The Christian Year. Le volume contient des œuvres originales, des traductions de poésie hébraïque médiévale, des interprétations poétiques de légendes talmudiques et des remaniements de poèmes du siddour, organisées en fonction de la portion hebdomadaire de la Torah.

## Œuvres
Liste non exhaustive
- (en) Alice Lucas, Talmudic Legends, Hymns & Paraphrases, Londres, Chatto & Windus, 1908 (lire en ligne)
- (en) Alice Lucas et Israel Abrahams, Hebrew Lesson Book, Being an Introduction to Mr. David Yellin's Method of Teaching Hebrew, Londres, T. Fisher Unwin, 1903
- (en) Alice Lucas, Hebrew Literature; Comprising Talmudic Treatises, Hebrew Melodies and the Kabbalah Unveiled, Londres, The Colonial Press, 1901, « Hebrew Melodies », p. 365–400
- (en) Alice Lucas, The Jewish Year: A Collection of Devotional Poems for Sabbaths and Holidays Throughout the Year, Londres, MacMillan and Co., 1898 (lire en ligne)
- (en) Alice Lucas, Songs of Zion by Hebrew Singers of Mediæval Times, Londres, J. M. Dent & Co., 1894 (lire en ligne)
- (en) David Cassel, Manual of Jewish History and Literature, Londres, Macmillan and Co., 1883 (lire en ligne)
- (en) Alice Lucas, The Children's Pentateuch, with the Haphtorahs or Portions of the Prophets, Londres, Trübner & Co., 1878 (lire en ligne)
- (en) Alice Lucas, Translations from the German Poets of the 18th and 19th Centuries, Londres, Henry S. King & Co., 1876 (lire en ligne)